# NGC 3591
NGC 3591 је лентикуларна галаксија у сазвежђу Пехар која се налази на NGC листи објеката дубоког неба.
Деклинација објекта је - 14° 5' 12" а ректасцензија 11h 14m 3,2s. Привидна величина (магнитуда) објекта NGC 3591 износи 13,3 а фотографска магнитуда 14,2. NGC 3591 је још познат и под ознакама MCG -2-29-12, NPM1G -13.0319, PGC 34220.